# Penthema telearchides
Penthema telearchides är en fjärilsart som beskrevs av Hans Fruhstorfer 1912. Penthema telearchides ingår i släktet Penthema och familjen praktfjärilar. Inga underarter finns listade i Catalogue of Life.